# Alfredo Brandán Caraffa
Alfredo Brandán Caraffa (Córdoba 1898-Buenos Aires 1978) fue un novelista y poeta argentino de la vanguardia del ultraismo. Su participación ayuda a consolidar la literatura de vanguardia en su país.

## Biografía
Ingresó a la universidad donde realizó estudió de derecho (profesión que nunca ejerció). Dentro de la universidad tuvo participación activa en las jornadas de la Reforma del 1918, su destacada intervención en la huelga del día 13 de marzo del mismo año, lo llevó a ser asignado delegado por la universidad de Córdoba en el Primer Congreso Nacional de Estudiantes. Una vez en Europa conoció a poetas fecundos, líricos y disidentes que alimentaron su inquietud por escribir poesía. Más tarde estudiaría filosofía en Buenos Aires.
Funda la revista Inicial en octubre de 1923, revista que ayuda a consolidar la vanguardia literaria y a concentrar el trabajo literario de los jóvenes escritores. Un año después, funda junto con Borges, Ricardo Güiraldes y Pablo Rojas Paz la revista Proa que afianza el movimiento ultraista en su país.
Dentro de su obra destacan las publicaciones Nubes en el silencio escrita en 1927 y Voces del amor inmenso, 1943.

## Obras
Las manos del Greco (1921)
Nubes en el silencio (1927)
Aviones (1932)
El silencio y la estrella (1934)
Visión sobre la Pampa (1939)
Voces del amor inmenso (1943)
Ecos del hombre infinito (1965)